# Calectasia palustris
Calectasia palustris är en enhjärtbladig växtart som beskrevs av Russell Lindsay Barrett och Kingsley Wayne Dixon. Calectasia palustris ingår i släktet Calectasia och familjen Dasypogonaceae. Inga underarter finns listade.